# ساردین

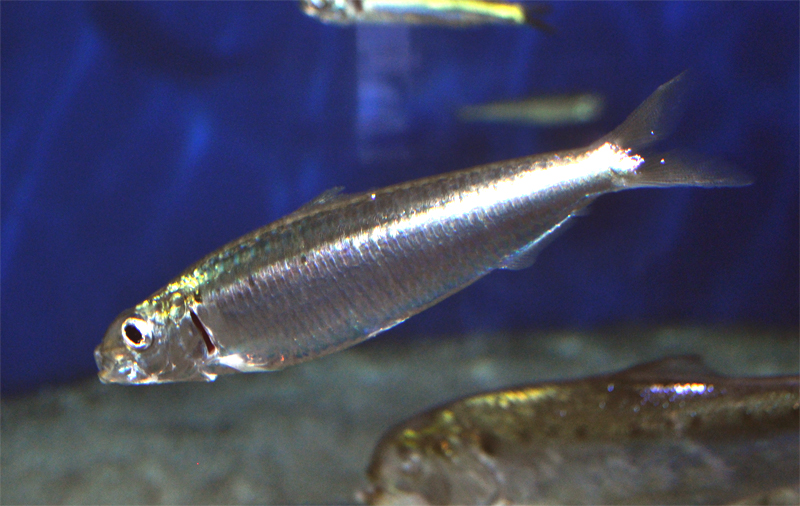
ماهی ساردین

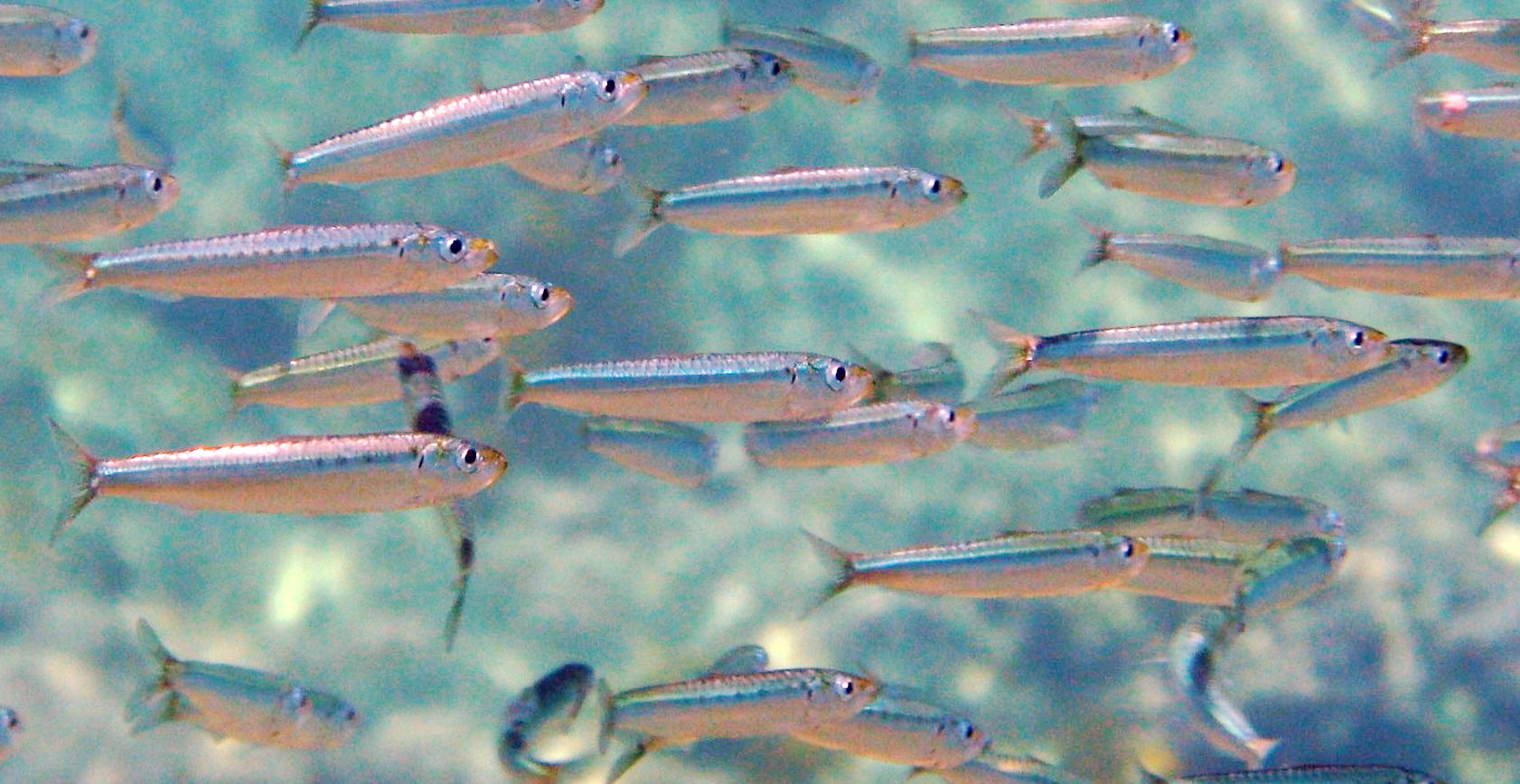
گروه ماهی‌های ساردین

ساردین گروهی از چندین گونه از ماهی‌ها را می‌گویند. این ماهی همچنین یکی از انواع سوشی است و به آن ایواشی گفته می‌شود.

ماهی‌های ساردین ماهی‌هایی روغنی هستند از خانواده شک‌ماهیان∗ که با شاه‌ماهی شمالی خویشاوند می‌باشند.
نام ماهی ساردین برگرفته از جزیره ساردنی ایتالیا است زیرا زمانی این نوع ماهی در آب‌های آن به وفور یافت می‌شد.
در داستان پیرمرد و دریا اثر ارنست همینگوی، سانتیاگو از ساردین به‌عنوان طعمه استفاده می‌کرد.
در داستان راسته کنسرو سازی اثر جان اشتاین بک ساردین صید اصلی آنها است.
ویژگی‌ها:
- قاعده باله مخرجی بزرگتر از قاعده باله پشتی است.
- دارای کیل شکمی فلس دار است.
- برای محافظت از خود به صورت آرایش ماهی بزرگ قرار می‌گیرد.
- کیسه شنا از جلو با معده و از پشت با مخرج ارتباط دارد.
- دارای فلس‌های سوراخ دار است.
- یک خال تیره در قاعده باله پشتی آنها وجود دارد.
- باله مخرجی کوتاهی دارد.